# Ogólnopolski Związek Zawodowy Straży Ochrony Kolei
Ogólnopolski Związek Zawodowy Straży Ochrony Kolei zrzesza funkcjonariuszy Straży Ochrony Kolei.
Do 2004 związek nosił nazwę Ogólnopolskiego Międzyzakładowego Związku Zawodowego SOK.
Związek jest członkiem centrali związkowej - Ogólnopolskiego Porozumienia Związków Zawodowych, z siedzibą w Warszawie.

## Siedziba
Zarząd Krajowy związku mieści się w kompleksie budynków - przed wojną: b. Dyrekcji Kolei Państwowych, po wojnie: najpierw Dyrekcji Okręgowej Kolei Państwowych, następnie Centralnej Dyrekcji Okręgowej Kolei Państwowych, zaś obecnie jednej ze spółek kolejowych: PKP Polskie Linie Kolejowe, nieopodal dworca Warszawa Wileńska.